# Vocabulaire de l'espéranto
Le vocabulaire de l'espéranto comprend aussi des termes et expressions spécifiques utilisés dans les mouvements espérantistes.
- espérantiste, une personne qui participe à la diffusion de l'espéranto.
- espérantisme
- homaranisme, une doctrine humaniste, prônée par l'initiateur de l'espéranto, Ludwig Zamenhof, pour rapprocher les êtres humains au delà des différences de langue, religion etc.
- anationalisme, idéologie d'une partie du mouvement espérantiste prônant la sortie des clivages nationaux.

## Histoire
Le vocabulaire de l'espéranto a été initialement sélectionné par Louis-Lazare Zamenhof à la fin du XIXe siècle suivant les principes d'une langue construite a posteriori. Les racines de l'espéranto dérivent des langues indo-européennes, les plus connues au monde; celles communes à plusieurs langues parmi les plus utilisées sont privilégiées. Le nombre de racines est passé d'environ 1500 à 20000 entre sa création et 2020, du fait de l'intégration de nombreuses racines scientifiques et techniques.
La structure affixante du vocabulaire rapproche l'espéranto d'une langue agglutinante ou isolante, dans lesquelles le radical reste identique et facilite l'apprentissage. Ainsi, les principales catégories de mots lexicaux en espéranto (substantifs, adjectifs, adverbes dérivés, verbes à l'infinitif) sont composées d'un ou plusieurs radicaux et d'une voyelle finale distinctive.